# Pteropus pilosus
Espèce
Statut de conservation UICN

 EX  : Éteint
Statut CITES
Pteropus pilosus, appelé aussi renard volant, était une espèce de Pteropodidae frugivore, originaire de Palaos et considérée comme éteinte. Elle n'est connue que de deux exemplaires collectés avant 1874, dont l'un est conservé au Musée d'histoire naturelle de Londres. Elle était couverte de fourrure brun-roux, avec des poils gris sur la poitrine, et d'une envergure de 60 cm. 
Les causes spécifiques de son extinction sont inconnues, mais la chasse par les populations locales, ainsi que la dégradation de la forêt primaire sont des facteurs probables.